# Canindeyú megye
Canindeyú egy megye Paraguayban. A fővárosa Salto del Guairá.

## Földrajz
Az ország északi részén található. Megyeszékhely: Salto del Guairá

## Települések
10 szervezeti egységre oszlik:
1. Corpus Christi
2. Curuguaty
3. General Francisco Caballero Alvarez (Puente Kyhá)
4. Itanará
5. Katueté
6. La Paloma
7. Nueva Esperanza
8. Salto del Guairá
9. Ygatimí
10. Ypehú